# Fârtățești
Fârtățești è un comune della Romania di 4 372 abitanti, ubicato nel distretto di Vâlcea, nella regione storica dell'Oltenia.